# アクセラ (企業)
株式会社アクセラ（Axela）は1996年7月から2000年9月まで日本に存在した出版社。主にゲーム関連の雑誌や書籍を出版していた。

## 設立の経緯
会社設立の背景には、アスキーの企業経営を巡る経営陣の内紛があったとされる。
バブル崩壊後のアスキーは資金繰りが悪化し、1992年3月期決算では債務総額が400億円を突破した。アスキー社長の西和彦はメインバンクである日本興業銀行の助言のもと、多角化経営を見直し、大規模なリストラを断行した。これが功を奏し、1996年3月期のアスキーは、経常利益20億円（前期比69.7%増）でアスキー史上最高益をたたき出す。しかしこの過程で西と古参の社員との間に対立が生じる。
1996年（平成8年）春、西は子会社への緊急融資を行う旨の稟議書を各取締役に回付する。これに対しアスキー常務取締役の小島文隆はこの融資を西個人の借金返済のためのものと判断したため、稟議書への押印を拒否し、辞表を提出する。辞表はいったん預かりとなり、小島は着地点を探るためスクウェア（現スクウェア・エニックス）創業者で投資家の宮本雅史に交渉役を依頼し、宮本が（スクウェアから離れた個人の立場で）西及び興銀との交渉にあたる。しかし興銀との面談の際に無関係であるはずのスクウェア役員が同行するなど疑念を招く行為があり、宮本も西の退陣を含む人事構想を興銀に示すなどし、この動きを西は、宮本がアスキー買収を狙っていると警戒し、興銀もアスキー側を支持する考えを示したため、宮本と西との交渉は物別れに終わる。結局5月29日の役員会で西との意見対立を理由として小島及び小島に同調した宮崎秀規、塩崎剛三、小笠原直樹の4役員の退任が決まる。小島が率いる第二編集統括本部はアスキーの「稼ぎ頭」であり、この退任はアスキーにとって大打撃となった。また、アスキーの内紛はこれで二度目であり（一度目は1991年（平成3年）に共同経営者の郡司明郎、塚本慶一郎が西と対立しアスキーを去った）、西の経営者としての資質が厳しく問われた。
その後も西はアスキー復帰に向けた交渉を4役員と進めることとしたが、権限移譲を提案した西に対し4役員はあくまで西の退陣を強く主張し、結局交渉は決裂した。4役員は、出版・ゲーム関連の新会社の設立を図り、アスキー時代の仲間である塚本慶一郎（インプレス創業者）、ダービースタリオンシリーズの販売で塩崎と付き合いの深い薗部博之らの協力を得て、1996年7月10日にアクセラを設立した。代表取締役社長には小島が、副社長には宮崎、塩崎が、取締役に小笠原、薗部が就き、塚本が顧問となった。この6人が共同出資し、資本金は9000万円、筆頭株主は小島である。本社オフィスは目黒区青葉台に置いた。小島らは『週刊ファミ通』や『ログイン』編集部を中心にアスキー従業員のスカウトを進め、アスキーの将来に不安を感じた従業員約60人がアクセラに移籍した。

## 事業展開
1996年10月には会社創立後初の雑誌として競馬雑誌『クリゲ』を創刊した。『クリゲ』はアスキーが発行していた競馬雑誌『サラブレ』に正面から対抗し、編集長には『サラブレ』の編集長だった水野震治が就いた。12月にはそれまでアスキーから出版されていたベクターデザインのオンラインソフト集「PACK」シリーズを発売するなど、会社は順調な立ち上がりをみせる。しかし期待したダービースタリオン新作の販売権の獲得には失敗し、これは引き続きアスキーが保持することとなった。ただし、ゲームソフトの制作・発売には乗り出し、1997年（平成9年）7月に『雷弩機兵ガイブレイブ』で参入を果たした。
1997年3月には満を持して『週刊TV Gamer』を創刊。ライバルである『週刊ファミ通』がゲーム攻略情報を中心にコアなゲーマー層をターゲットとしていたのに対し、グラビアを多用したりテレビ番組表も掲載したりと、よりライトなゲームファンを読者層として想定したつくりになっていた。しかし、売れ行きは伸びず、早くも同年12月には休刊に追い込まれる。
1998年（平成10年）春にはデイリースポーツの編集協力を得て『ぐりぐり◎（ぐりぐりにじゅうまる）』を創刊、競馬新聞の世界に進出を試みる。当時としては画期的な「中央競馬開催全場の全レース（最大36レース）の出馬表（馬柱）を掲載」という新たな試みで話題になる。当時はまだ競馬場・場外での全場全レースの馬券発売が行われておらず、開催全場のレースを購入可能な電話投票で馬券を購入する者をメインターゲットに位置付けた、他紙とはかなり毛色の異なる競馬新聞だった。しかし、創刊号から売れ行きはかんばしくなかった。その上、創刊から3週目に「想定段階の馬柱をそのまま枠順確定版として誤掲載したものを発行してしまう」という競馬新聞としては致命的なミスを犯し、わずかに通算5号で休刊に追い込まれ、これはその後再起できず事実上の廃刊となった。この当日の全36レースの馬柱と予想掲載の体制は後に、提携新聞社のデイリースポーツが発行する馬三郎に生かされる。
以後、ゲーム雑誌『ENTa』やネットワークRPG情報誌『月刊PlayOnline』（のちにデジキューブに譲渡）を創刊するなど、さまざまな展開を試みた。しかし、結局ほとんどが市場に受け入れられなかったことから経営環境も好転せず、2000年（平成12年）10月に事実上の倒産、事業停止に追い込まれた。他にも1990年代末には当時アスキー傘下のアスペクトが創刊したファミ通文庫に対抗するかの様にライトノベルのレーベルの創立を計画したとされるが、結局その様な作品は出ておらず事実上頓挫している。

## 実情
アスキー内紛~アクセラ設立に関わった主要当事者は、結局誰も益を得ることはできなかった。アクセラはわずか4年で倒産し、西は内紛を受けて行ったアスキーの社内改革（社長専任体制から集団指導体制への切り替え）が失敗に終わり社長の座を追われた。
西と小島らが対立した理由について、小島らは「西社長の暴走に起因する借金返済に利益が吸い取られるのはたまらない」と述べ、当時の報道では「西のワンマン体制に小島らが反発した」とする論調が目立った。しかし西はこうした論調に反発した。西は1996年5月29日の役員会後に「（宮本が）アスキー買収をねらっている」と発言したが、翌日には「これは買収ではなく乗っ取りだということだ。（中略）ただその相手がだれかとは言えない。これ以上我々からこの件について話すと、事態を大きくするだけだ」として宮本の名を挙げなかった。このことについて、西は後年「興銀傘下のコンサルタント会社から出向でアスキーに来ていた人物が、みんなを焚きつけて造反させた」と述べている。アスキーの社長である西がメインバンクである興銀を表立って批判するわけにはいかなかったのである。西のこの見解に立てば、アクセラの設立は結局この人物に踊らされていただけということになる。一方でコンサルタント会社も西のことを「バカな経営者を排除するのも、コンサルタント会社の仕事のうちです。」と酷評していた。なお内紛のきっかけとなった稟議書について、西は融資を受けた事実を認め、全額を返済している。
西から批判された宮本は「個人的に辞任した役員の相談に乗ったことはあるが、スクウェアとは一切関係ない。西社長からゲーム・出版部門の一部売却を持ち掛けられたが、買収するつもりはない。アスキー株を保有していない。」「西氏と（4役員と）のアスキーをめぐる経営観の違いが問題。乗っ取りうんぬん論点をすり替えている」と反論した。実際、株を保有せず、また4役員が辞任した後では宮本が取締役会で過半数を制することはまず不可能である。なお「ゲーム・出版部門の一部売却」というアイデアは、本件と直接の関わりはないものの、のちのアスキー経営再編によるエンターブレインの設立で形を変えて現実のものとなった。
アクセラに出資したうちの一人である薗部は、塩崎の誘いに応じたものの、ダビスタ等の開発チームはアスキーに残ったため、宙に浮く形となった。塩崎が薗部を誘ったのは長者番付に名を連ねる薗部を引き込むことで資金面の手当てのほか、ダビスタの販売権をアスキーから奪い取る意図があったことは明白であるが、そのため薗部はその後独立を余儀なくされ、自らのゲーム開発会社であるパリティビットを設立することとなった。
なお小島に仕えた編集者でアスキーに残った者のうち、浜村弘一（1996年当時、ファミ通編集長）や青柳昌行（1996年当時、ログイン副編集長）は、のちにアスキーを傘下に収めたKADOKAWAグループで役員になっている。

## 出版された雑誌
- 週刊TV Gamer
- ぐりぐり◎
- クリゲ
- ENTa
- PlayOnline
- Pretty graphics
- サッカルチョ
- TEEN'S LABEL

## 製作・販売されたゲーム
- 雷弩機兵ガイブレイブ　（1997年7月　PlayStation）
- スタースイープ　（1997年10月　PlayStation ／ 1997年12月　ゲームボーイ）
- マリア 君たちが生まれた理由　（1997年12月　PlayStation）
- みどりのマキバオー 黒い稲妻 白い奇跡　（1998年3月　PlayStation）
- 幻獣旅団　（1998年6月　スーパーファミコン）　※ニンテンドウパワーの書き換え専用
- コンビネーションプロサッカー Jリーグの監督になって世界をめざせ!　（1998年6月　PlayStation）
- きまぐれマイベイビィ 娘のスゴロク成長記　（1998年9月　PlayStation）
- ザ・ゲームメーカー 売れ売れ100万本げっとだぜ!　（1998年9月　PlayStation）
- 雷弩機兵ガイブレイブII　（1998年10月　PlayStation）
- タワードリーム2　（1998年12月　PlayStation）
- マリア2 受胎告知の謎　（1999年8月　PlayStation）